# شمال نيقوسيا
شمال نيقوسيا أو شمال ليفقوزا (بالتركية: Kuzey Lefkoşa)‏ هي عاصمة وأكبر مدينة في دولة قبرص الشمالية (بحكم الأمر الواقع). يبلغ عدد سكانها 49,868 نسمة وذلك حسب إحصائيات سنة 2006.

## توأمة
لشمال نيقوسيا اتفاقيات توأمة مع كل من:
- بورصة
- كومرات
- أنقرة
- عنتاب
- Karbinci [الإنجليزية]‏
- أراتشينوفو
- إزمير (2019 - )[7]

## أعلام
- رؤوف دنكطاش
- محمد ناظم الحقاني

## وصلات خارجية
الموقع الإلكتروني